# Ronsenac
Ronsenac – miejscowość i gmina we Francji, w regionie Nowa Akwitania, w departamencie Charente.
Według danych na rok 1990 gminę zamieszkiwało 526 osób, a gęstość zaludnienia wynosiła 20 osób/km² (wśród 1467 gmin regionu Poitou-Charentes Ronsenac plasuje się na 538. miejscu pod względem liczby ludności, natomiast pod względem powierzchni na miejscu 228.).